# 470 (číslo)
Čtyři sta sedmdesát je přirozené číslo. Následuje po číslu čtyři sta šedesát devět a předchází číslu čtyři sta sedmdesát jedna. Římskými číslicemi se zapisuje CDLXX a řeckými číslicemi υο.

## Matematika
470 je:
- Deficientní číslo
- Složené číslo
- Nešťastné číslo

## Astronomie
- (470) Kilia je planetka hlavního pásu, kterou objevil v roce 1901 Luigi Carnera

## Roky
- 470
- 470 př. n. l.